# Guy Novès

a Compétitions nationales et continentales officielles uniquement.

b Matchs officiels uniquement.
Dernière mise à jour le 27 décembre 2017.
Guy Novès, né le 5 février 1954 à Toulouse, est un joueur de rugby à XV, ailier gauche, entraîneur puis manager du Stade toulousain, et sélectionneur de l'équipe de France de rugby à XV. Avec dix titres de champion de France et quatre titres de champion d'Europe, il est l'entraîneur français le plus titré.
En 2005, il reçoit le Trophée du Tankard de la presse britannique spécialisée (réunie au sein du Rugby Union Writers Club depuis 1961) du meilleur entraîneur européen et en 2006, est nommé Chevalier de la Légion d'honneur. En 2010, à l'occasion des quinze ans de l'ERC, il se voit décerner le prix du meilleur entraîneur européen des quinze dernières années par l'ERC.
En août 2011, il décline la proposition de sélectionneur de l'équipe de France. Trop attaché au club de son cœur et concentré sur les projets en cours dont il souhaite voir les fruits, il choisit de rester manager général du Stade toulousain. En 2015, il accepte finalement le poste de sélectionneur, succédant ainsi à Philippe Saint-André après la Coupe du monde. Il est finalement limogé deux ans plus tard par le nouveau président de la Fédération française de rugby, Bernard Laporte, à la suite des mauvais résultats du XV de France.

## Biographie
Né en 1954, Guy Novès pratique tout d'abord le foot, puis la natation avant de se lancer dans l'athlétisme. Il est recordman de France cadet du 1 200 mètres, avant de passer au rugby à 20 ans. Il passe toute sa carrière dans le club du Stade toulousain.
Fils d'un ouvrier, petit-fils d'un chiffonnier, républicain espagnol réfugié du fait de la dictature franquiste, il assume des idées de droite. « Je suis pour reconnaître ceux qui travaillent. Je n'avais rien ; j'ai ramassé des cartons pour gagner de l'argent. Ma femme est anesthésiste, onze ans d'études, elle a sacrifié sa jeunesse. Pendant ce temps, certaines prenaient du bon temps, fumaient des joints. À Noël, cette année, elle a passé des nuits blanches au bloc opératoire. Je veux dire qu'aujourd'hui, il me semble que la droite met plus en valeur l'importance du travail. »
Dans la vie privée, il préserve son jardin secret. Père de deux filles (Valérie et Julie) et beau-père d'un garçon (Vincent Terrail-Novès, maire de Balma, vice-président de Toulouse Métropole et conseiller régional d'Occitanie), il se ressource à Leucate, siège de ses vacances d'enfant où il a ses attaches. Ancien pratiquant d'athlétisme, il a continué le sport à la fin de sa carrière, gardant une allure de sportif.
Depuis le 2 janvier 2011, il est aussi grand-père d'une petite Éloïse. L'information a amplement été relayée lorsqu'il a fait sortir du terrain son gendre Vincent Clerc d'un Toulouse-Castres. Cette sortie sans raison apparente, ni blessure, ni mauvaise performance, fut donnée à la fin du match : sa femme venait d'entrer en salle d'accouchement. Guy l'explique en ces termes : « Dans la vie, certaines choses sont bien plus importantes qu'un match de rugby. Là, c'était Vincent, mais si la situation s'était présentée avec un autre joueur, j'aurais agi de la même façon. C'est un fait de vie. Ce sont des choses simples ».

## Carrière de joueur
Avant de débuter au rugby, Guy Novès pratique l'athlétisme à haut niveau. Il détient toujours le record du 1 200 mètres cadet avec 3 min 16 s 04, réalisé le 4 juillet 1971. Ce record n'est pas près d'être battu, la distance n'étant plus courue. Il n'entretient alors qu’un rapport lointain avec le rugby puisque son frère Jean-Claude jouait ailier à Mauvezin, en deuxième division. Puis, alors qu'il prépare le concours d’entrée au CREPS de Toulouse, la section rugby du TCMS (club des Cheminots de Toulouse, où il était licencié en athlétisme) recherche un ailier pour un déplacement à Quillan. Ce jour-là, il inscrit plusieurs essais. Alors, comme il n’y a pas d’option athlétisme au Creps, il signe sa première licence au Stade toulousain. Le jour du concours d’entrée au CREPS, il n’obtient d'ailleurs qu’un 6/20 en rugby. La note ne l’empêche pas de finalement terminer major de promotion.
À partir de ses premiers pas au Stade toulousain, la progression de Novès est aussi immédiate que foudroyante. Dès le mois de novembre 1975, les blessures obligent Jean Gajan (père de Christian) à le convoquer pour un match de challenge Yves du Manoir à Grenoble. Ce jour-là, le pendant de Novès à l’aile gauche du FCG se nommait alors Jean-Pierre Clerc, père de son futur beau-fils Vincent Clerc...
Une première saison difficile en équipe première, au point que le Stade toulousain termine la saison en perdant son match du maintien à Valence, se trouvant seulement sauvé de la relégation par un match nul réussi par l'USAP à Tulle.

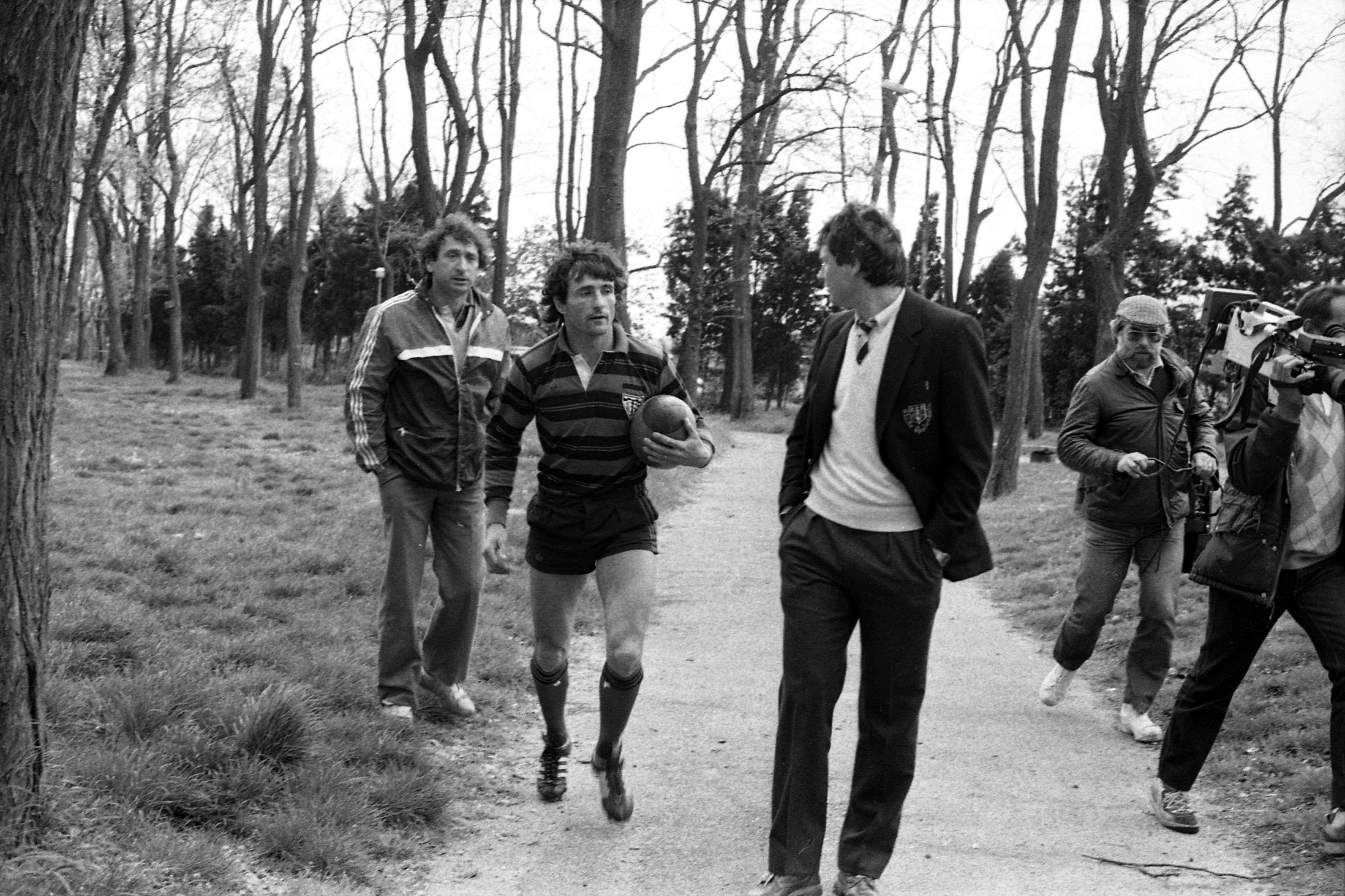
Guy Novès entre Pierre Villepreux et Jean-Claude Skrela qui l'entraînent de 1983 à 1988.

Malgré des premiers rendez-vous manqués en bleu (il rate le grand chelem 1977 en raison d’une entorse de la cheville, avant de subir en juin une blessure qui le prive de tests en Argentine), il finit par connaître au mois de novembre de la même année la consécration suprême, avec une victoire sur les Blacks à Toulouse, sous les yeux de sa famille (18-13). La première cape d’une courte série de sept, achevée sur un coup de tête. Blessé lors d’un France-Pays de Galles en 1979, Novès annonçait dans la foulée au staff des Bleus qu’il ne pouvait pas postuler au déplacement en Angleterre. Félicité pour son honnêteté, Novès ne fut pour autant jamais rappelé.
En 1985, le Stade toulousain est champion de France face à Toulon, c'est le premier titre toulousain depuis 38 ans, brisant l’hégémonie biterroise. Champion une nouvelle fois en 1986 face à Agen, il met un terme définitif à sa carrière deux ans plus tard en remportant le Challenge Yves du Manoir, alors qu’il vient de démarrer en parallèle une carrière d’entraîneur avec les Reichel du Stade, eux-mêmes sacrés champions de France.
Guy Novès a ainsi porté durant treize saisons le maillot de la ville rose entre 1975 et 1988. Il conquiert deux titres de champion de France en 1985 et 1986. Il complète son palmarès avec un Challenge Yves du Manoir en 1988.
Ailier gauche, il accomplit la deuxième moitié de sa carrière sous la férule du duo d’entraîneurs Villepreux-Skrela. Adeptes d'un jeu de mouvement, ils inculquent un style au club, fait de conquête et de jeu de passes ; ce jeu, Guy Novès va l'apprendre, l'apprécier et en faire siens les principes.

## Carrière d'entraîneur-manager

### Au Stade toulousain

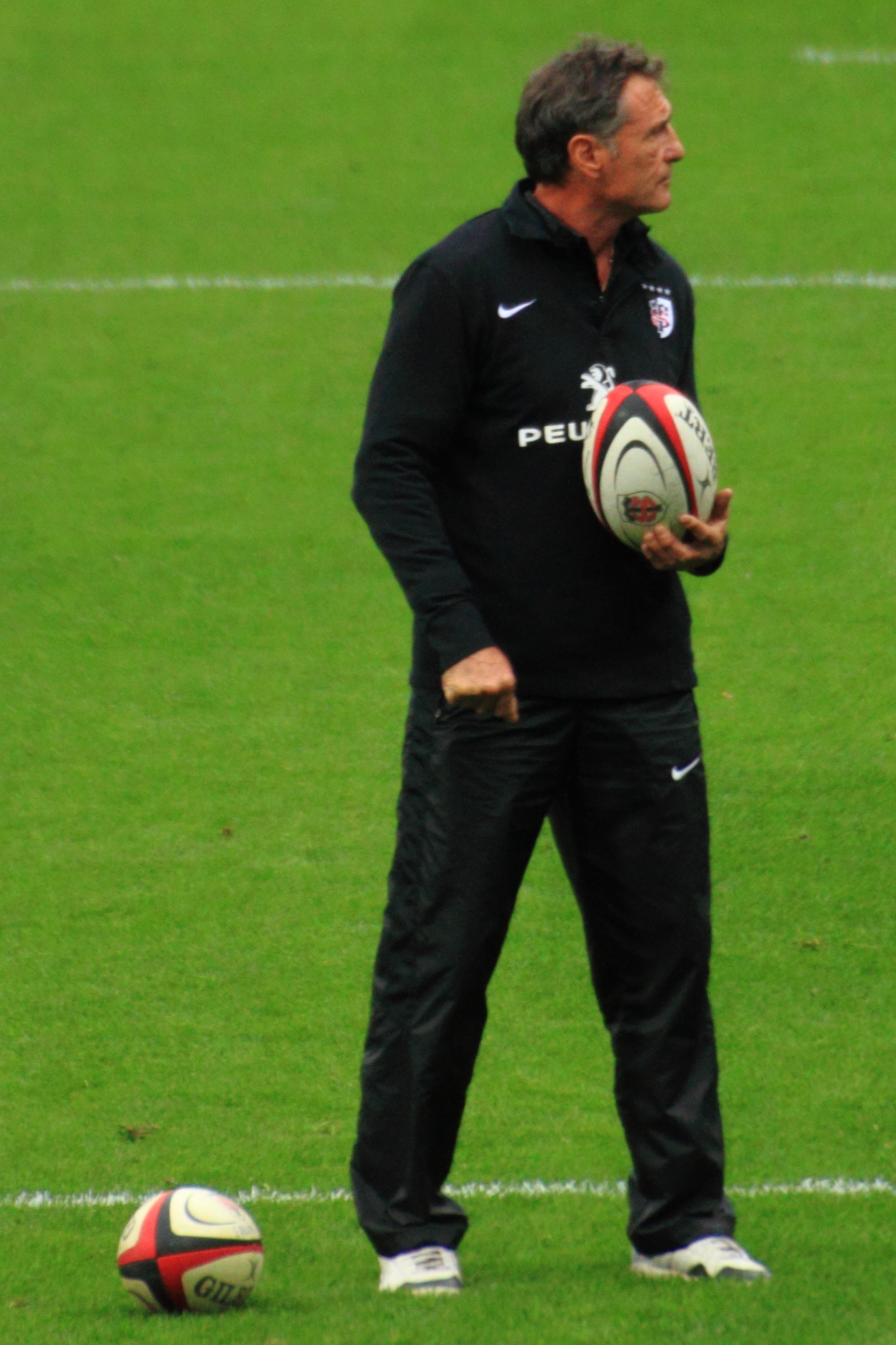
Guy Novès, lors de l'échauffement avant la rencontre de top 14 Stade toulousain contre l'USA Perpignan, 5 novembre 2011

Le style de jeu initié par ses prédécesseurs est repris par Guy Novès. Il va donner à Toulouse le plus beau palmarès du rugby à XV français en 2010. 
Sa carrière d'entraîneur débute en 1989. En quelques années, il donne l'impression d'une continuité dans le changement.
Il est professeur d'EPS pendant plus de vingt ans au collège de Pibrac, remportant six titres de champion de France scolaires avec l'équipe de l'établissement. Il a d'ailleurs eu comme élèves David Skrela et Grégory Morales, qui ont joué sous ses ordres au Stade toulousain.
En 1988, tout frais champion de France aux commandes des Reichel du Stade toulousain, Guy Novès est très vite appelé par le président Jean Fabre pour intégrer le staff de l’équipe première aux côtés du légendaire duo Skrela-Villepreux. Mais rien ne se passe comme prévu. Pensant avoir été choisi pour ses compétences, il comprend très vite qu’il est d’abord là pour jouer le rôle de tampon entre le duo et les joueurs, avec qui Skrela et Villepreux connaissaient quelques problèmes relationnels. Une souffrance rentrée, quelque peu compensée par un premier « vrai » titre d’entraîneur en 1989, une nouvelle fois obtenu face à Toulon. Insuffisant toutefois pour gagner totalement la confiance du duo Villepreux-Skrela, qui souhaite une nouvelle fois l’écarter. Mais Jean Fabre persiste, jusqu’à ce qu’une défaite en demi-finale, à l’issue de la saison, mette le feu aux poudres. Alors que Guy Novès s’était vu promettre deux ans plus tôt que Christian Gajan (son binôme avec les Reichel) lui serait adjoint en équipe première, c’est l’inverse qu’on lui propose, à savoir de redescendre en espoirs... La goutte d’eau de trop pour Novès qui, écœuré, se décida à claquer la porte de son club de toujours. D’abord pour s’occuper exclusivement de son collège de Pibrac, où il crée l’AS Rugby, puis au club de Blagnac, qu’il rejoint à l’été 1991. Son unique incartade, d’une petite saison...
Guy Novès est rappelé un soir de 1993 par Jean-René Bouscatel pour redevenir entraîneur. Serge Laïrle le rejoint comme coentraîneur. Lors de sa prise de fonction, il débute en même temps que son président, Jean-René Bouscatel. Confronté à des joueurs qu'il côtoyait sur le terrain quelques mois auparavant, une fronde tente de faire de son inexpérience une autogestion collective de l'équipe. Il laisse faire un temps avant de recevoir le soutien de son président. Il le raconte en ces mots : « J'ai laissé faire et attendu que ça passe. Le club était fragile — 1,5 million d'euros de déficit, deux fois son budget de l'époque —, le président René Bouscatel venait d'arriver et il y avait des failles à exploiter. Certains joueurs ont voulu en profiter. » Durant quatre ans, leur collaboration est pour le moins efficace avec quatre titres de champion de France, le challenge Yves du Manoir 1995 et la première coupe d'Europe en 1996. Le départ de Serge Laïrle va entraîner une montée en puissance de l'influence de Guy Novès sur le club. La fin de carrière d'Albert Cigagna laissait entrevoir aux supporters l'entrée du capitaine emblématique dans l'encadrement technique ; il n'en sera rien et l’entraîneur mène seul sa barque à la tête d'une génération de joueurs d'exception. Son omnipotence va faire quitter le club à quelques joueurs emblématiques avec qui Novès ne souhaitait pas partager la vedette ; Christian Califano part en Nouvelle-Zélande, Christophe Deylaud à Agen, Stéphane Ougier arrête sa carrière. Il se murmure que l'éminence grise de Jean-René Bouscatel a pris les rênes sportives du club, sans envie de les partager.

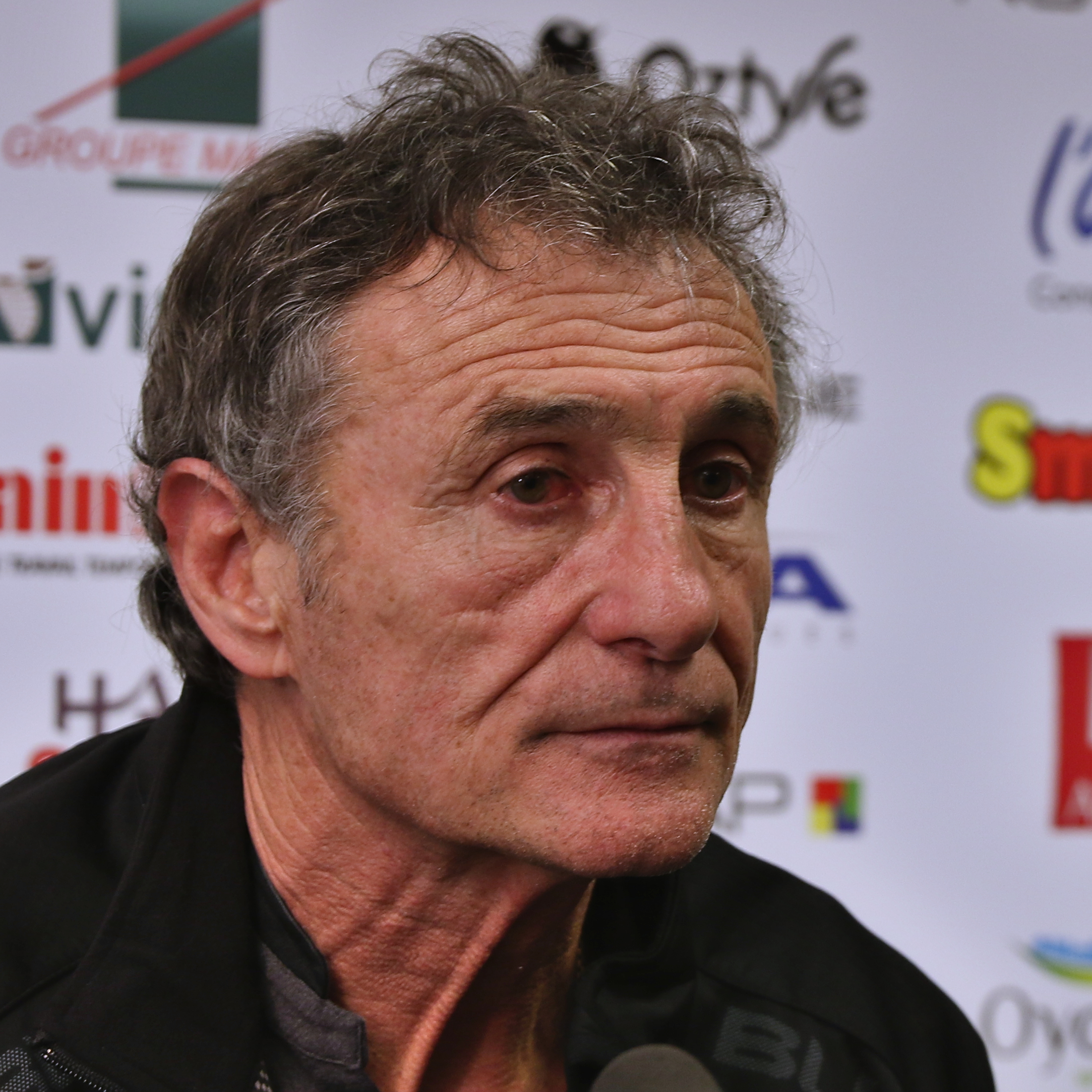
Guy Novès en 2015 après le match Oyonnax - Stade toulousain

En 2001, il quitte son poste de professeur d'EPS (qu'il détenait depuis 1978) pour se consacrer entièrement à son poste d'entraîneur. Il s'entoure d'une équipe d'une dizaine de personnes et prend pour adjoint Philippe Rougé-Thomas en 2000, puis retrouve Serge Laïrle en 2002, remplacé par Yannick Bru en juin 2007. Guy Novès choisit des hommes du club ; formés par lui, ils sont parfaitement rodés aux exigences du maître à jouer et leur complémentarité donne des résultats tangibles. Rougé-Thomas dit de lui : « Il est comme un grand frère. Je suis un privilégié de me trouver à ses côtés. Nous avons une confiance mutuelle. Quand ça ne va pas, il sait me recadrer. Honnête, droit et exigeant, quant au jeu pratiqué et aux résultats, c'est un grand compétiteur qui ne lâche rien. ». À partir de la saison 2010-2011, Guy Novès prend pour adjoint l'ancien demi de mêlée Jean-Baptiste Élissalde pour entraîner les lignes arrières, Rougé-Thomas devenant directeur du centre de formation du Stade toulousain. En 2012, alors que Yannick Bru quitte le club toulousain pour rejoindre le staff du XV de France, il choisit William Servat comme adjoint, chargé de l'entraînement des avants.
Homme de terrain, il assiste aux matchs de son club au bord de la touche, laissant à un de ses adjoints le rôle d'observer du haut des tribunes le mouvement dans son ensemble. Souvent accroupi, le plus près possible de la ligne de touche, il ne laisse à personne le soin de donner les dernières consignes au joueur qui doit entrer en cours de jeu. Entraîneur qui a fait passer au Stade toulousain le cap du professionnalisme, Guy Novès a parfaitement assimilé la pratique du coaching qu'il maîtrise très bien.

### En équipe de France

#### Refus en 2011

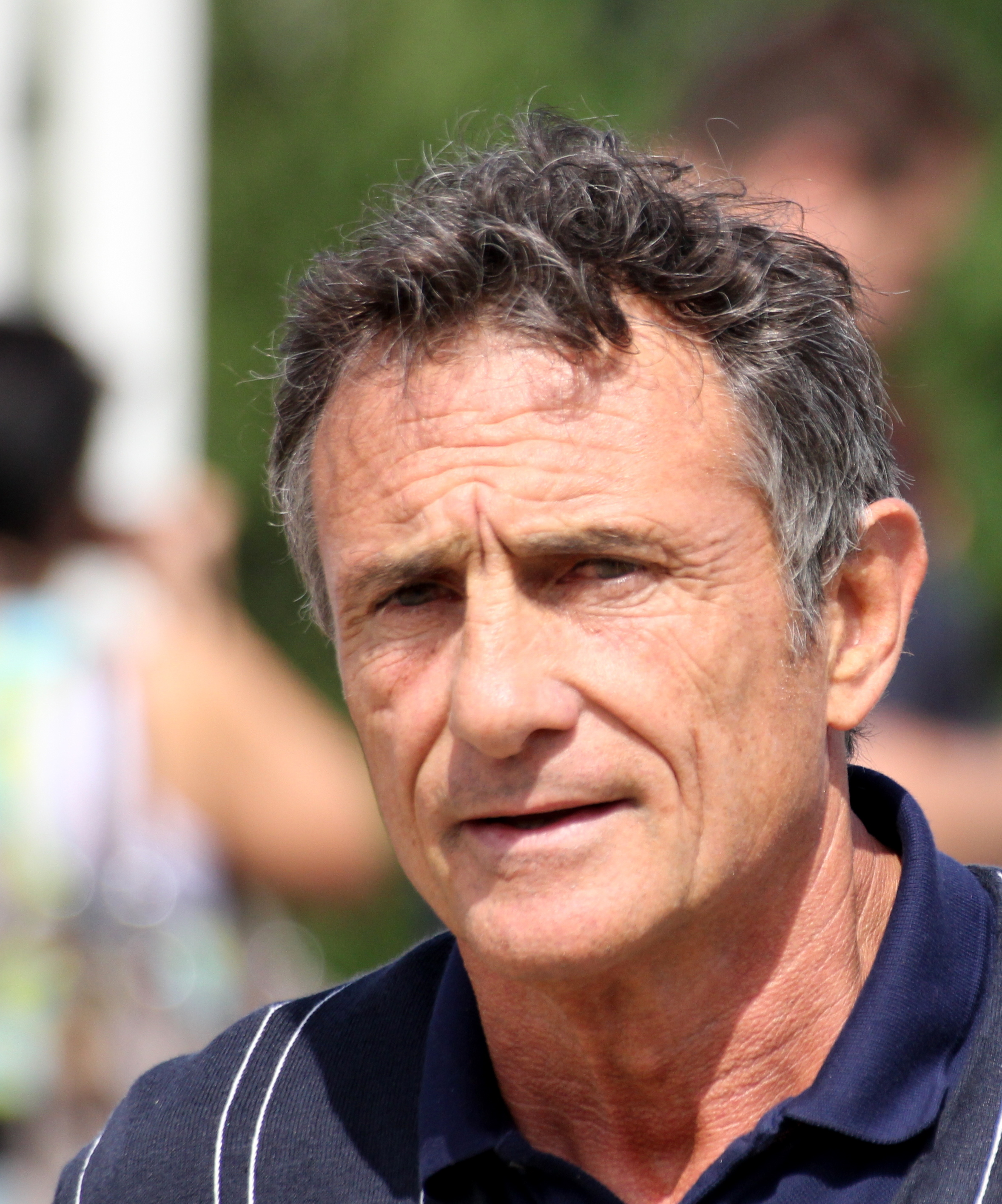
Guy Novès, ici en 2011, refuse l'équipe de France cette année-là.

En 2011, Pierre Camou, préparant la succession de Marc Lièvremont à la tête de l'équipe de France, a proposé le poste à Guy Novès. Ce dernier a refusé. Il n'aurait pu occuper cette fonction sans dépouiller l'encadrement de Toulouse : « Je ne peux travailler qu'avec des gens de confiance. Cela voulait donc dire partir avec pas mal de mecs de chez moi, notamment Yannick Bru et Jean-Baptiste Élissalde. » Le côté familial a aussi compté, son père âgé souhaitant qu'il reste à Toulouse.

#### Sélectionneur de 2016 à 2017
Cependant en avril 2015, à la suite de l'appel à candidature de la FFR pour le poste de sélectionneur du XV de France, il envoie son dossier pour obtenir ce poste. Le 31 mai 2015, la FFR annonce officiellement qu'il sera le prochain sélectionneur succédant à Philippe Saint-André après la Coupe du monde en Angleterre. Il sera accompagné de Yannick Bru, déjà en place, et de Jeff Dubois, entraîneur des trois-quarts du Stade français et, comme Bru, ancien joueur du Stade toulousain.
Il choisit comme capitaine Guilhem Guirado. Il sélectionne des joueurs relativement jeunes (26 ans de moyenne d'âge[réf. souhaitée]) à l'occasion de ses premières sorties lors du Tournoi des Six Nations 2016, et commence son mandat par deux victoires face à l'Italie (23-21) et l'Irlande (10-9), que l'équipe de France n'avait plus battue depuis 5 ans.
Le 27 décembre 2017, le président de la Fédération française de rugby, Bernard Laporte, annonce que Guy Novès et son staff sont limogés à la suite des mauvais résultats du XV de France (en vingt-et-un matchs, 7 victoires, un match nul et 13 défaites). Il est remplacé par Jacques Brunel. Le limogeage de Guy Novès constitue par ailleurs une première historique pour le XV de France : jamais un sélectionneur n'avait été limogé jusqu'alors en cours de mandat. Le 29 décembre 2017, il annonce qu'il conteste la légalité de sa procédure de licenciement pour faute grave. Il affirme que « cette rupture brutale est intervenue sans procédure préalable, c'est-à-dire en violation des droits et garanties essentielles prévues par la loi ». Il est défendu par le cabinet d'avocats toulousain Morvilliers Sentenac & Associés tout au long de la procédure,. Le 8 avril 2019, le conseil de prud'hommes de Toulouse condamne la Fédération française à verser 1,008 million d'euros à Guy Novès, essentiellement pour rupture de son contrat à durée déterminée sans faute grave. La Fédération n'interjeta pas appel de la décision.

### Longévité, source de records

#### L'homme aux mille matchs
En février 2013, Guy Novès a atteint, lors du match Toulouse-Perpignan, son millième match toutes compétitions confondues depuis un Grenoble-Toulouse du 9 novembre 1975.
En tant que joueur, il a participé à 259 matchs sur 13 saisons (167 victoires, 13 nuls, 79 défaites et 83 essais).
En tant qu'entraineur, il a géré 741 matchs sur 22 saisons (535 victoires, 17 nuls, 188 défaites). Ces rencontres concernent le championnat de France, la Coupe d'Europe et le challenge du Manoir. Cet évènement unique en rugby toutes nations confondues a conduit Guy à écrire un livre mémoire de ces 1000 matchs. Il n'existe qu'un autre exemple de longévité à si haut niveau, celle du footballeur Alex Ferguson à Manchester United.

#### Cent victoires en coupe d'Europe
Lors du match Toulouse-Glasgow du 7 décembre 2014, le Stade toulousain a atteint les 100 victoires en Coupe d'Europe, coiffant sur le poteau la province irlandaise du Munster. Tous ces matchs ont été gagnés sous la férule de Guy, soit comme entraîneur, soit comme manager.

### Un personnage du rugby à XV français
Personnage emblématique de son club, Guy Novès est un manager omniprésent. À l'entraînement, sur le banc ou devant les micros, il occupe la scène, plus médiatisé que son président, Jean-René Bouscatel. Adulé ou détesté, le personnage ne laisse pas indifférent,.
Fabien Pelous, capitaine des années 2000, dit de lui que c'est un gagneur : « Quand je pense à lui, je pense à la soif de victoire. Toute sa vie semble intimement liée à cette envie de vaincre et de sans cesse s'améliorer. » Il le sait aussi meneur d'hommes : « Il sait lire dans les hommes comme dans un livre. Sa capacité à cerner les caractères afin de tirer le meilleur de l'individu n'a pas d'équivalent. Tous les joueurs qui sont passés par le Stade ont du respect pour cet homme. Depuis onze ans que je suis dans ce club, je sais ce qu'il va dire ou sur quel point il va insister, mais pourtant, il fait encore mouche. »
Homme très rigoureux envers lui-même, il mène une vie saine et fait beaucoup de sport[réf. nécessaire]. Sa rigueur personnelle, il l'exige de tous ses collaborateurs et joueurs[réf. nécessaire]. Un brin paternaliste, il ne critique jamais ses hommes en public[réf. nécessaire] ; au besoin, il les défend même devant la presse ou contre les « cadences infernales » imposées par le calendrier. Chef de file de tout le club, avec lui, les joueurs ne parlent que de rugby[réf. nécessaire]. Lorsqu'une occasion de parler des à-côtés du terrain s'offre, c'est le manager qui prend la parole[réf. nécessaire]. Parfois adepte de la langue de bois et souvent de l'intox d'avant match, il donne l'image d'un homme strict[réf. nécessaire]. Lors des réjouissances des victoires, il s'efface, laissant ses hommes montrer leur joie[réf. nécessaire].
En janvier 2016, le maire de Toulouse Jean-Luc Moudenc annonce qu'une place va être baptisée en l'honneur de Guy Novès, dans une volonté de rendre hommage à une personnalité qui a contribué au rayonnement de la ville. « Avoir un lieu portant son nom en plein cœur du quartier des Sept-Deniers, où notre ami Guy nous a tant fait vibrer, est un juste retour des choses face au rayonnement sportif considérable qu’il a apporté à Toulouse ».

## Palmarès

### Joueur

#### En club
Avec le Stade toulousain
- Championnat de France de première division :
  - Champion (2) : 1985 et 1986
- Challenge Yves du Manoir :
  - Vainqueur (1) : 1988
  - Finaliste (1) : 1984
- Coupe de France :
  - Vainqueur (1) : 1984
  - Finaliste (1) : 1985

#### En équipe nationale
- 7 sélections en Équipe de France de rugby à XV, de 1977 (après le Grand chelem) à 1979
- 0 point
- Sélections par année : 3 en 1977 (Nouvelle-Zélande 2 fois, Roumanie), 2 en 1978 (Galles, Roumanie), 2 en 1979 (Irlande, Galles)
- Tournois des Cinq Nations disputés : 1978 (Galles), 1979 (Irlande, Galles)

### Entraîneur

#### Stade toulousain
- Coupe d'Europe de rugby (4) : 1996, 2003, 2005 et 2010 (finaliste en 2004 et 2008) (il a coaché 131 matchs de coupe d'Europe à la fin de la saison 2012-2013, record de l'épreuve)
- Champion de France de rugby (10) : 1989, 1994, 1995, 1996, 1997, 1999, 2001, 2008, 2011, 2012 (finaliste en 1991, 2003 et 2006)
- Challenge Yves du Manoir (1) : 1995
- Coupe de France (1) : 1998
- Trophée des Champions (1) : 2001
- Trophée de Coubertin (1) : 2012

À l'issue de la saison 2014-2015, il a coaché 819 fois les rouges et noirs en match officiel (579 victoires, 19 nuls, 221 défaites)
- 605 matchs de championnat de France (437 victoires, 14 nuls, 154 défaites)
- 144 matchs de coupe d'Europe (101 V, 3 N, 40 D)
- 37 matchs de challenge Yves du Manoir (22 V, 1 N, 14 D)
- 13 matchs de coupe de France (7 V, 1 N, 5 D)
- 12 matchs de coupe de la Ligue (9 V, 0 N, 3 D)
- 7 matchs de challenge Sud Radio (3 V, 0 N, 4 D)
- 1 match de challenge européen (0 V, 0 N, 1 D)

| Saison      | Club             | Division     | Poste        | Classement             | Coupe d'Europe             | Challenge européen         |
| ----------- | ---------------- | ------------ | ------------ | ---------------------- | -------------------------- | -------------------------- |
| 1988 - 1989 | Stade toulousain | 1re Division | Adjoint      | Champion de France     | -                          | -                          |
| 1989 - 1990 | Stade toulousain | 1re Division | Coentraîneur | Éliminé en demi-finale | -                          | -                          |
| 1993 - 1994 | Stade toulousain | 1re Division | Coentraîneur | Champion de France     | -                          | -                          |
| 1994 - 1995 | Stade toulousain | 1re Division | Coentraîneur | Champion de France     | -                          | -                          |
| 1995 - 1996 | Stade toulousain | 1re Division | Coentraîneur | Champion de France     | Champion d'Europe          | -                          |
| 1996 - 1997 | Stade toulousain | 1re Division | Coentraîneur | Champion de France     | Éliminé en demi-finale     | -                          |
| 1997 - 1998 | Stade toulousain | 1re Division | Coentraîneur | Éliminé en demi-finale | Éliminé en demi-finale     | -                          |
| 1998 - 1999 | Stade toulousain | 1re Division | Coentraîneur | Champion de France     | Éliminé en quart-de-finale | -                          |
| 1999 - 2000 | Stade toulousain | 1re Division | Coentraîneur | Éliminé en demi-finale | Éliminé en demi-finale     | -                          |
| 2000 - 2001 | Stade toulousain | 1re Division | Manager      | Champion de France     | Éliminé en poule           | -                          |
| 2001 - 2002 | Stade toulousain | TOP 16       | Manager      | Éliminé en demi-finale | Éliminé en poule           | -                          |
| 2002 - 2003 | Stade toulousain | TOP 16       | Manager      | Défaite en finale      | Champion d'Europe          | -                          |
| 2003 - 2004 | Stade toulousain | TOP 16       | Manager      | Éliminé en demi-finale | Défaite en finale          | -                          |
| 2004 - 2005 | Stade toulousain | TOP 16       | Manager      | Éliminé en demi-finale | Champion d'Europe          | -                          |
| 2005 - 2006 | Stade toulousain | TOP 14       | Manager      | Défaite en finale      | Éliminé en quart-de-finale | -                          |
| 2006 - 2007 | Stade toulousain | TOP 14       | Manager      | Éliminé en demi-finale | Éliminé en poule           | -                          |
| 2007 - 2008 | Stade toulousain | TOP 14       | Manager      | Champion de France     | Défaite en finale          | -                          |
| 2008 - 2009 | Stade toulousain | TOP 14       | Manager      | Éliminé en demi-finale | Éliminé en quart-de-finale | -                          |
| 2009 - 2010 | Stade toulousain | TOP 14       | Manager      | Éliminé en demi-finale | Champion d'Europe          | -                          |
| 2010 - 2011 | Stade toulousain | TOP 14       | Manager      | Champion de France     | Éliminé en demi-finale     | -                          |
| 2011 - 2012 | Stade toulousain | TOP 14       | Manager      | Champion de France     | Éliminé en quart-de-finale | -                          |
| 2012 - 2013 | Stade toulousain | TOP 14       | Manager      | Éliminé en demi-finale | Éliminé en poule           | Éliminé en quart-de-finale |
| 2013 - 2014 | Stade toulousain | TOP 14       | Manager      | Éliminé en barrages    | Éliminé en quart-de-finale | -                          |
| 2014 - 2015 | Stade toulousain | TOP 14       | Manager      | Éliminé en demi-finale | Éliminé en poule           | -                          |

#### Équipe de France
- Trophée Giuseppe-Garibaldi : 2016 et 2017
- Vainqueur de la tournée de juin 2016 en Argentine.
- Bilan par adversaire dans le Tournoi des Six Nations (au 1er mars 2016)

| Année          | Angleterre | Écosse    | Irlande   | Italie     | Pays de Galles | Classement |
| -------------- | ---------- | --------- | --------- | ---------- | -------------- | ---------- |
| 2016           | 21-31      | 18-29     | 10-9      | 23-21      | 19-10          | 5e         |
| 2017           | 16-19      | 22-16     | 9-19      | 40-18      | 20-18          | 3e         |
| % de victoires | 0% (0/2)   | 50% (1/2) | 50% (1/2) | 100% (2/2) | 50% (1/2)      | 50% (5/10) |

- Bilan par adversaire dans les tournées de tests matches :

| Année | Tournée  | 1er match        | 2e match       | 3e match         | Bilan     |
| ----- | -------- | ---------------- | -------------- | ---------------- | --------- |
| 2016  | Juin     | Argentine        | Argentine      | -                | 50% (1/2) |
| 2016  | Juin     | 30-19            | 0-27           | -                | 50% (1/2) |
| 2016  | Novembre | Samoa            | Australie      | Nouvelle-Zélande | 33% (1/3) |
| 2016  | Novembre | 52-8             | 23-25          | 19-24            | 33% (1/3) |
| 2017  | Juin     | Afrique du Sud   | Afrique du Sud | Afrique du Sud   | 0% (0/3)  |
| 2017  | Juin     | 37-14            | 37-15          | 35-12            | 0% (0/3)  |
| 2017  | Novembre | Nouvelle-Zélande | Afrique du Sud | Japon            | 0% (0/3)  |
| 2017  | Novembre | 18-38            | 17-18          | 23-23            | 0% (0/3)  |

### Distinctions personnelles
- 2000 : Oscars du Midi olympique :  Oscar de Bronze du meilleur entraîneur français
- 2001 : Oscars du Midi olympique :  Oscar d'Or du meilleur entraîneur français
- 2004 : Oscars du Midi olympique :  Oscar d'Argent du meilleur entraîneur français
- 2005 : Oscars du Midi olympique :  Oscar d'Or du meilleur entraîneur français
- 2005 : Trophée du Tankard de la presse britannique spécialisée du meilleur entraîneur européen
- 2006 :
  - Oscars du Midi olympique :  Oscar d'Argent du meilleur entraîneur français
- 2008 :
  - Oscars du Midi olympique :  Oscar d'Or du meilleur encadrement (avec Yannick Bru et Philippe Rougé-Thomas)
  - Nuit du rugby : Meilleure équipe d'entraîneurs du Top 14 (avec Yannick Bru et Philippe Rougé-Thomas) pour la saison 2007-2008
- 2010 :
  - Prix du meilleur entraîneur européen des quinze dernières années par l'ERC
  - Oscars du Midi olympique :  Oscar d'Or du meilleur encadrement (avec Yannick Bru et Philippe Rougé-Thomas)
- 2012 :
  - Oscars du Midi olympique :  Oscar d'Or du meilleur encadrement (avec Yannick Bru et Jean-Baptiste Élissalde)
  - Nuit du rugby : Meilleure équipe d'entraîneurs du Top 14 (avec Yannick Bru et Jean-Baptiste Élissalde) pour la saison 2011-2012

## Publications
- Au cœur du Stade Toulousain, Flammarion, 2011[29]
- Mes 1000 matchs au Stade toulousain, Privat, 2013[30]

## Décorations
- Chevalier de la Légion d'honneur (décret du 31 décembre 2005)[31]

## Divers
En 2011, il fait une apparition dans Le Fils à Jo, réalisé par Philippe Guillard. Lors de la scène du repas de noces célébré sur un terrain de rugby, Guy Novès porte un toast à la famille que vient de fonder Jo Cannavaro, le personnage incarné par Gérard Lanvin.
Lors des élections municipales de 2020, Guy Novès est présent sur la liste du maire sortant Michel Py (Les Républicains) à Leucate dans l'Aude. Il figure néanmoins à une position non éligible.
Lors des élections régionales de 2021 en Occitanie, il est présent sur la liste menée par son fils Vincent Terrail-Novès (soutenu par La République en marche). Comme lors des élections municipales, il figure néanmoins à une position non éligible. La liste réunit moins de 10 % des voix au premier tour et n'est pas qualifiée pour le second tour.